# 蕭以裕
蕭以裕（16世紀—17世紀），字守宏，江西臨江府清江縣人，明朝政治人物。

## 生平
蕭以裕是萬曆七年（1579年）己卯科江西鄉試舉人，授松溪教諭，調為溧陽教諭，三十三年（1605年）陞宜都知縣，朝廷派員到宜都催收稅賦，擅自開墾紅花沱金鑛，毛蔡二姓族人都因此喪命，他力請知府疏上撤去宦官，民力得以復蘇，人們刻有《停鑛集》紀錄此事。陞惠州同知，以清介自持，廉明而不嚴苛，署任知府兩年內多循政，四十年（1612年）擢廣西知府，定期講學與考核士子，搬遷學宮並興建鶴麓書院，事關學校者無不關心，同時省刑薄賦、創修府志，四十二年（1614年）討平維摩州江外東山土酋普者輅，百姓得以安寧，轉任長蘆鹽運使致仕，死後入祀廣西名宦祠，著有《善多堂集》、《小學約鈔》、《廣西府志》、《古文約要》等書。

## 引用
1. 1 2  同治《清江縣志·卷八·人物志上》：蕭以裕，字守宏，萬厯己卯舉人，教諭松溪、溧陽，遷宜都令，沿江民以沙金為生實貧困，會開採令下，中涓橫索欲沒淘沙戶千家，以裕力請於臺司得免，秩滿遷惠州同知，署府篆有廉聲，擢雲南廣西知府，手創府志、遷建學宮，創鶴麓書院以教士，討平江外東山二番，邊患永息，轉山東長蘆運使致仕，卒祀廣西名宦，所著有《善多堂集》、《小學約鈔》、《廣西府志》、《古文約要》等書。
2. ↑  同治《宜都縣志·卷三下》：蕭以裕，字守山，清江人，舉人，萬厯三十三年任知縣，朝廷遣宦官催糧，擅開紅花沱金鑛，民毛蔡二姓傾家喪命，以裕力請大府疏上撤宦官，民始得蘇，刻有《停鑛集》。
3. ↑  光緒《惠州府志·卷二十九·人物 名宦上》：蕭以裕，江西清江人，舉人，萬厯丙午同知惠州，清介自持，明而不苛，署府篆二載多循政，擢廣西太守，士民至今思之。
4. ↑  乾隆《廣西府志·卷十七·名宦》：蕭以裕 公江西清江縣舉人，萬曆三十【四十】年任，課士定月考，會諸生講論無倦，遷建學宮、建鶴麓書院，事關學校靡不殫心，省刑薄斂，善政不可臚舉，閱解公荒志慨然曰：「郡無志可乎？」爰修志若干卷，廣西有志自公始，土酋普者輅繞江外，公帥師擒之，諸夷畏服，百姓以寧。